# Česká 2. Liga Amerického Fotbalu 2019
La Česká 2. Liga Amerického Fotbalu 2019 è la 14ª edizione del campionato di football americano di secondo livello, organizzato dalla ČAAF.

## Squadre partecipanti
| Club                   | Città          | Stadio | Sponsor ufficiale | Risultato nella stagione 2018 |
| ---------------------- | -------------- | ------ | ----------------- | ----------------------------- |
| Hradec Králové Dragons | Hradec Králové |        |                   |                               |
| Prague Black Panthers  | Praga          |        |                   |                               |
| Prague Mustangs        | Praga          |        |                   |                               |
| Přerov Mammoths        | Přerov         |        |                   |                               |
| Příbram Bobcats        | Příbram        |        |                   |                               |
| Třinec Sharks          | Třinec         |        |                   |                               |

## Stagione regolare

### Calendario

#### 1ª giornata
| Hradec Králové 20 aprile 2019, ore 13:00 | Hradec Králové Dragons | 6 – 21 (0-0 0-7 6-0 0-14) referto | Příbram Bobcats | Lízátka (170 spett.)\| Arbitro: \| Hameder \| |
| Arbitro:                                 | Hameder                |                                   |                 |                                               |

| Praga 20 aprile 2019, ore 14:00 | Prague Mustangs | 0 – 7 (0-0 0-0 0-0 0-7) referto | Přerov Mammoths | Uhelné sklady (573 spett.)\| Arbitro: \| Šimon \| |
| Arbitro:                        | Šimon           |                                 |                 |                                                   |

| Třinec 20 aprile 2019, ore 14:00 | Třinec Sharks | 13 – 34 (0-10 7-17 0-0 6-7) referto | Prague Black Panthers | Stadion Lesní (132 spett.)\| Arbitro: \| Frehar \| |
| Arbitro:                         | Frehar        |                                     |                       |                                                    |

#### 2ª giornata
| Přerov 28 aprile 2019, ore 14:00 | Přerov Mammoths | 27 – 6 (14-0 6-6 7-0 0-0) referto | Třinec Sharks | TJ Spartak (232 spett.)\| Arbitro: \| Dvořáček \| |
| Arbitro:                         | Dvořáček        |                                   |               |                                                   |

| Příbram 28 aprile 2019, ore 14:00 | Příbram Bobcats | 20 – 34 (7-10 7-7 6-10 0-7) referto | Prague Mustangs | Marila (120 spett.)\| Arbitro: \| Ludvík \| |
| Arbitro:                          | Ludvík          |                                     |                 |                                             |

| Čelákovice 28 aprile 2019, ore 15:00 | Prague Black Panthers | 27 – 6 (7-0 13-0 0-0 7-6) referto | Hradec Králové Dragons | (80 spett.)\| Arbitro: \| Malý \| |
| Arbitro:                             | Malý                  |                                   |                        |                                   |

#### 3ª giornata
| Třinec 4 maggio 2019, ore 14:00 | Třinec Sharks | 12 – 14 (12-0 0-6 0-0 0-8) referto | Hradec Králové Dragons | Stadion Lesní (60 spett.)\| Arbitro: \| Gazdík \| |
| Arbitro:                        | Gazdík        |                                    |                        |                                                   |

#### Recuperi 1
| Praga 8 maggio 2019, ore 16:00 | Prague Mustangs | 24 – 17 (0-3 14-7 7-7 3-0) referto | Prague Black Panthers | Uhelné sklady (927 spett.)\| Arbitro: \| Kroulík \| |
| Arbitro:                       | Kroulík         |                                    |                       |                                                     |

#### Anticipi 1
| Hradec Králové 11 maggio 2019, ore 13:00 | Hradec Králové Dragons | 7 – 21 (0-14 0-7 7-0 0-0) referto | Přerov Mammoths | Lízátka (114 spett.)\| Arbitro: \| Hameder \| |
| Arbitro:                                 | Hameder                |                                   |                 |                                               |

#### 4ª giornata
| Čelákovice 18 maggio 2019, ore 15:00 | Prague Black Panthers | 44 – 12 (0-0 24-6 6-0 14-6) referto | Příbram Bobcats | (80 spett.)\| Arbitro: \| Hubálek \| |
| Arbitro:                             | Hubálek               |                                     |                 |                                      |

| Přerov 19 maggio 2019, ore 14:00 | Přerov Mammoths | 23 – 10 (0-3 3-0 6-0 14-7) referto | Prague Mustangs | TJ Spartak (360 spett.)\| Arbitro: \| Gazdík \| |
| Arbitro:                         | Gazdík          |                                    |                 |                                                 |

#### Recuperi 2
| Hradec Králové 26 maggio 2019, ore 13:00 | Hradec Králové Dragons | 14 – 13 (0-0 0-13 6-0 8-0) referto | Třinec Sharks | Lízátka (107 spett.)\| Arbitro: \| Šimon \| |
| Arbitro:                                 | Šimon                  |                                    |               |                                             |

#### 5ª giornata
| Třinec 1º giugno 2019, ore 14:00 | Třinec Sharks | 5 – 28 (3-7 0-7 0-7 2-7) referto | Příbram Bobcats | Stadion Lesní (87 spett.)\| Arbitro: \| Frehar \| |
| Arbitro:                         | Frehar        |                                  |                 |                                                   |

| Praga 1º giugno 2019, ore 15:00 | Prague Black Panthers | 21 – 3 (0-0 7-3 7-0 7-0) referto | Prague Mustangs | Uhelné sklady (320 spett.)\| Arbitro: \| Kriesman \| |
| Arbitro:                        | Kriesman              |                                  |                 |                                                      |

| Přerov 2 giugno 2019, ore 14:00 | Přerov Mammoths | 34 – 16 (14-0 13-7 7-0 0-9) referto | Hradec Králové Dragons | TJ Spartak (650 spett.)\| Arbitro: \| Dvořáček \| |
| Arbitro:                        | Dvořáček        |                                     |                        |                                                   |

#### 6ª giornata
| Třinec 8 giugno 2019, ore 14:00 | Třinec Sharks | 6 – 28 (0-14 6-7 0-0 0-7) referto | Přerov Mammoths | Stadion Lesní (79 spett.)\| Arbitro: \| Zouvala \| |
| Arbitro:                        | Zouvala       |                                   |                 |                                                    |

| Příbram 8 giugno 2019, ore 15:00 | Příbram Bobcats | 0 – 28 (0-14 0-7 0-0 0-7) referto | Prague Black Panthers | Marila (50 spett.)\| Arbitro: \| Hameder \| |
| Arbitro:                         | Hameder         |                                   |                       |                                             |

| Hradec Králové 9 giugno 2019, ore 13:00 | Hradec Králové Dragons | 7 – 23 (0-0 0-9 0-0 7-14) referto | Prague Mustangs | Lízátka (126 spett.)\| Arbitro: \| Rybář \| |
| Arbitro:                                | Rybář                  |                                   |                 |                                             |

#### Recuperi 3
| Příbram 15 giugno 2019, ore 13:00 | Příbram Bobcats | 0 – 43 (6-0 13-6 21-0 7-6) referto | Přerov Mammoths | Marila (22 spett.)\| Arbitro: \| Pachulski \| |
| Arbitro:                          | Pachulski       |                                    |                 |                                               |

#### 7ª giornata
| Čelákovice 23 giugno 2019, ore 13:00 | Prague Black Panthers | 42 – 3 (35-3 7-0 0-0 0-0) referto | Třinec Sharks | (43 spett.)\| Arbitro: \| Kriesman \| |
| Arbitro:                             | Kriesman              |                                   |               |                                       |

| Praga 23 giugno 2019, ore 14:00 | Prague Mustangs | 14 – 21 (7-7 0-0 7-6 0-8) referto | Příbram Bobcats | Uhelné sklady (334 spett.)\| Arbitro: \| Hameder \| |
| Arbitro:                        | Hameder         |                                   |                 |                                                     |

#### 8ª giornata
| Příbram 29 giugno 2019, ore 14:00 | Příbram Bobcats | 28 – 15 (7-0 6-8 8-0 7-7) referto | Hradec Králové Dragons | Marila (102 spett.)\| Arbitro: \| Hubálek \| |
| Arbitro:                          | Hubálek         |                                   |                        |                                              |

| Praga 29 giugno 2019, ore 16:00 | Prague Mustangs | 44 – 0 (10-0 27-0 7-0 0-0) referto | Třinec Sharks | Uhelné sklady (287 spett.)\| Arbitro: \| Frehar \| |
| Arbitro:                        | Frehar          |                                    |               |                                                    |

| Přerov 30 giugno 2019, ore 14:00 | Přerov Mammoths | 9 – 10 (3-0 0-0 0-7 0-3) referto | Prague Black Panthers | TJ Spartak (580 spett.)\| Arbitro: \| Kroulík \| |
| Arbitro:                         | Kroulík         |                                  |                       |                                                  |

### Classifica
La classifica della regular season è la seguente:
- PCT = percentuale di vittorie, G = partite giocate, V = partite vinte,  P = partite perse, PF = punti fatti, PS = punti subiti

| Pos. | Squadra                | PCT  | G | V | N | P | PF  | PS  |
| ---- | ---------------------- | ---- | - | - | - | - | --- | --- |
| 1    | Prague Black Panthers  | .875 | 8 | 7 | 0 | 1 | 223 | 70  |
| 2    | Přerov Mammoths        | .875 | 8 | 7 | 0 | 1 | 184 | 55  |
| 3    | Prague Mustangs        | .500 | 8 | 4 | 0 | 4 | 143 | 116 |
| 4    | Příbram Bobcats        | .500 | 8 | 4 | 0 | 4 | 130 | 181 |
| 5    | Hradec Králové Dragons | .250 | 8 | 2 | 0 | 6 | 85  | 179 |
| 6    | Třinec Sharks          | .000 | 8 | 0 | 0 | 8 | 58  | 218 |

## XIV Silver Bowl
| Přerov 13 luglio 2019, ore 15:00 | Přerov Mammoths | 35 – 0 (22-0 13-0 0-0 0-0) referto | Prague Black Panthers | TJ Spartak (1030 spett.)\| Arbitro: \| Gazdík \| |
| Arbitro:                         | Gazdík          |                                    |                       |                                                  |

## Verdetti
- Přerov Mammoths Vincitori della Česká 2. Liga Amerického Fotbalu 2019